# Silene principis
Silene principis är en nejlikväxtart som beskrevs av Oxelman, Lidén. Silene principis ingår i släktet glimmar, och familjen nejlikväxter. Inga underarter finns listade i Catalogue of Life.